# Университет Мёнджи
Университет Мёнджи (кор. 명지대학교) — частный христианский университет, основанный в 1948 году в Южной Корее. Он обеспечивает высшее образование в сфере инженерии, естественных и гуманитарных наук. В нём есть два кампуса: Campus Social Science, расположенный в Сеуле, и Campus Natural Science — в Йонъине, расположенном в 35 км к югу от столицы. Состоит из 10 колледжей, 42 кафедр, семи факультетов и восьми специализированных программ аспирантуры.
Университет Мёнджи был центром гуманизма в течение последнего полувека и осуществляет разнообразные практические программы, сотрудничая с 150 университетами в 22 разных странах.

## История
Университет Мёнджи берёт начало от колледжа домашней экономики Сеула, основанного организацией Му-Гунг в 1948 году. Сначала, с 1953 года, это был женский начальный колледж Геунва. В 1955 году его название изменилось на Первичный женский колледж Сеула. В 1956 году он был реорганизован в школу совместного обучения, Сеульский колледж образования, свободных искусств и наук. Тогда же был создан христианский факультет образования и политики. С целью усилить профессиональную подготовку, его название снова было изменено на Сеульский практический колледж свободных искусств и наук в 1962 году.

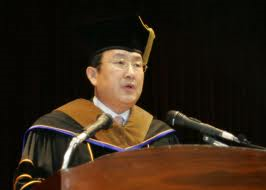
Президент университета Мёнджи Ви Бонг Джин, август 2014 года.

Название учреждения было изменено с Института Му-Гунг на Институт Мёнджи на основе христианской веры. После инаугурации президента Санг-гюна Ви в 1964 году его название изменилось на университет Мёнджи. В это время установили четырёхлетний срок обучения, заведение планировало и разрабатывало 10 программ развития, включая строительство новых лекционных залов, изготовление и реорганизацию кафедр, создание выпускных школ и т.д.
8 сентября 1983 года статус учреждения поднят до университета и появились кафедры политики и домашней экономики. При активной поддержке Института Мёнджи был построен кампус Йонъина и основан филиал. Университет постоянно расширялся, что привело к разделу учреждения на два разных городка — естественный и общественно-научный.
13 сентября 1994 года был построен в сотрудничестве между университетом Мёнджи и Nasan Group Центр искусств и дизайна. Университет Мёнджи провёл церемонию провозглашения нового тысячелетия, чтобы создать творческое сообщество, которое возглавит Корею XXI века, и сможет справиться с быстрыми изменениями университетской среды. Христианская вера, творчество, инновации, деятельность и университет становятся силой будущего общества.

## Символ и талисман
Листья дерева символизируют основу Учебного фонда Мёнджи, чтобы вдохновить учеников христианской верой, чтобы они могли стать преданными и способными лидерами, которые могут способствовать продвижению культуры и национального процветания и, в конечном счёте, к реализации мира во всём мире. 
Белый жеребец — символ верности, мужества, покорности и чистоты.

## Организация

### Бакалавриат
- Гуманитарный колледж
  - Корейский язык и литература
  - История
  - Японский язык и литература
  - Писательское творчество
  - Арабистика
  - История искусств
  - Китайский язык и литература
  - Английский язык и литература
  - Философия

- Колледж социальных наук
  - Государственное управление
  - Цифровые носители информации
  - Северокорейские исследования
  - Политология и дипломатия
  - Образование и лидерство молодёжи
  - Развитие и образование ребёнка
  - Экономика
  - Департамент социальной помощи

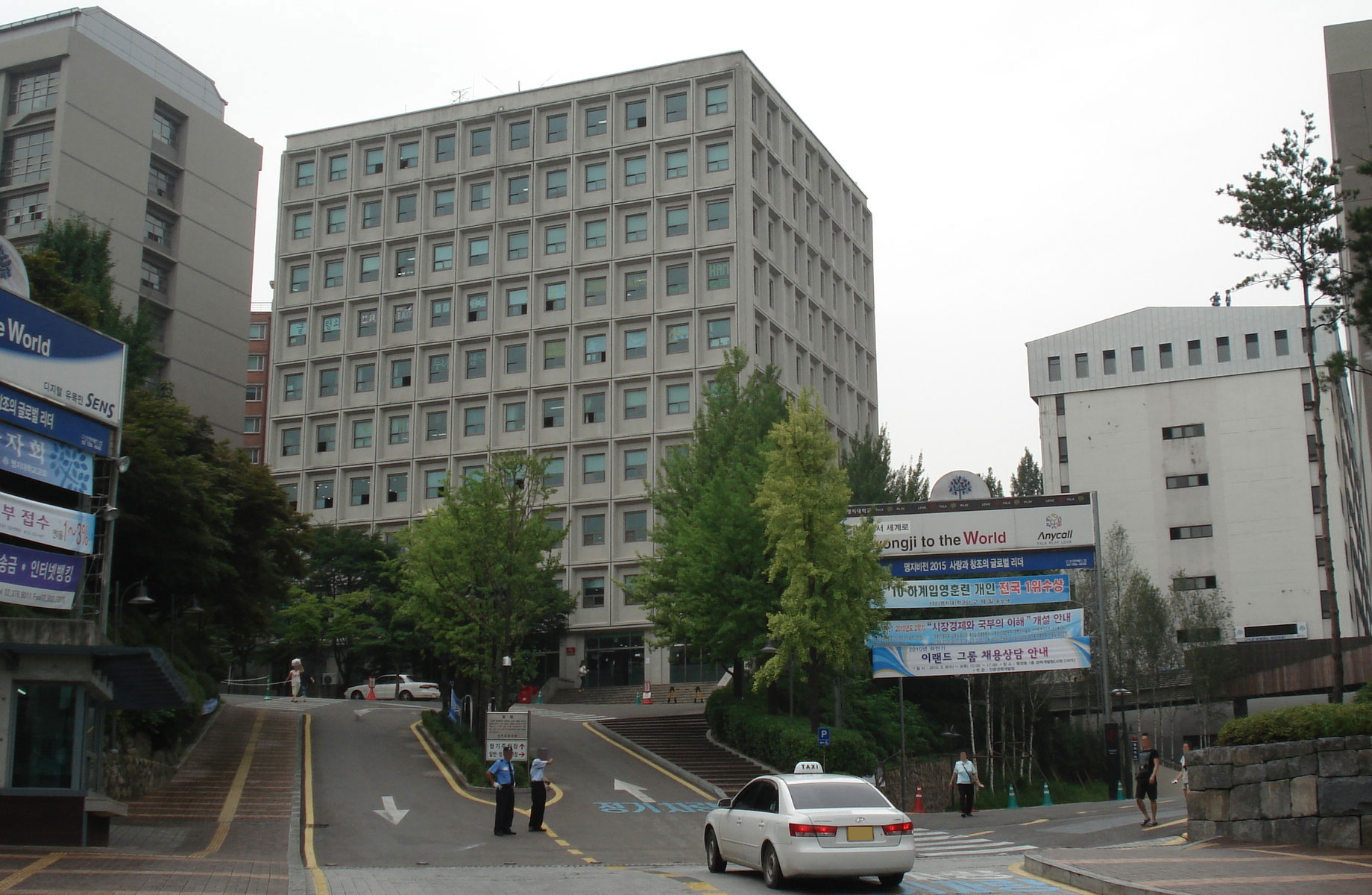
Зал студенческого союза университета Мёнджи, Сеул

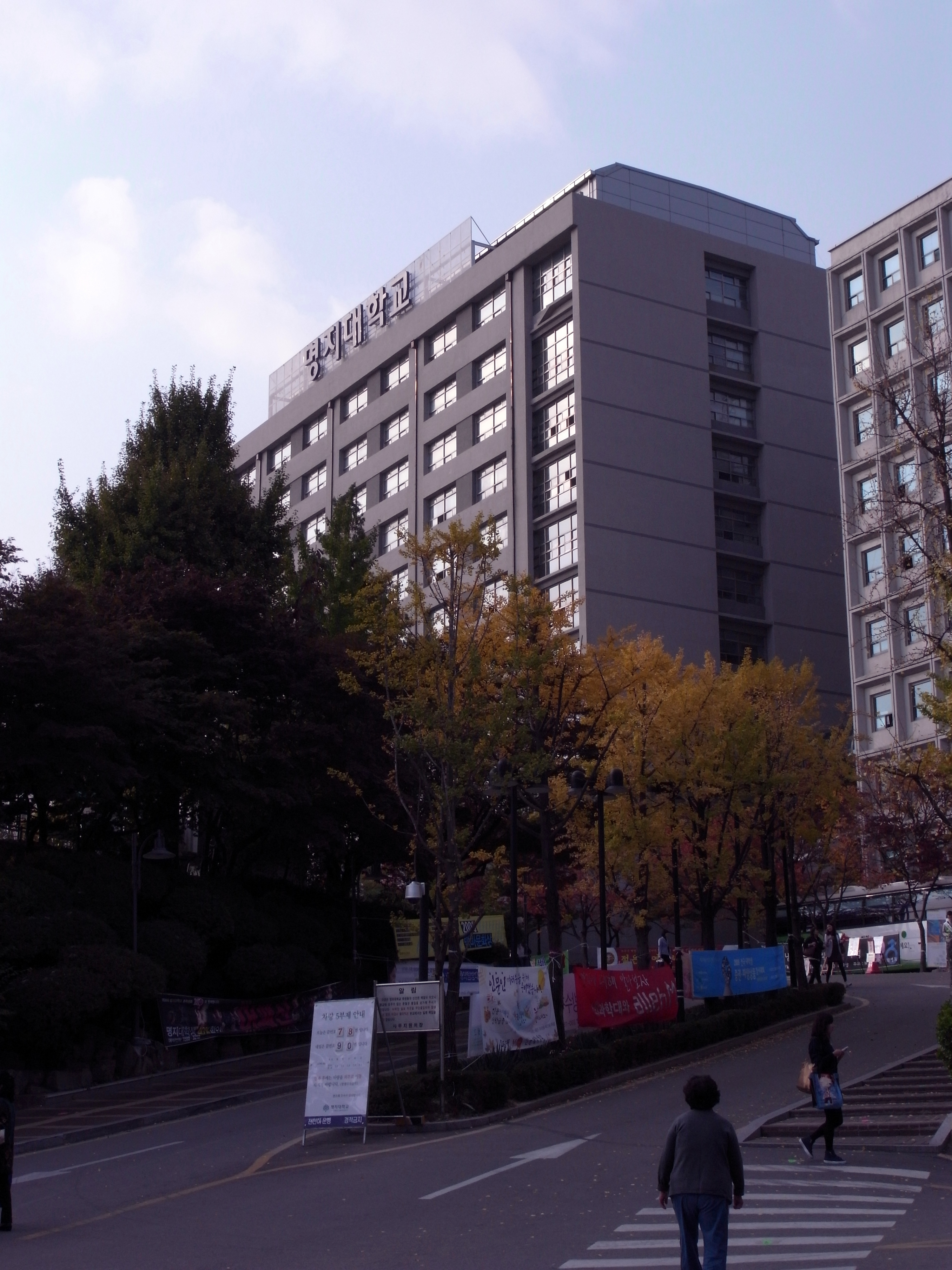
Одно из зданий колледжа университета Мёнджи, Сеул

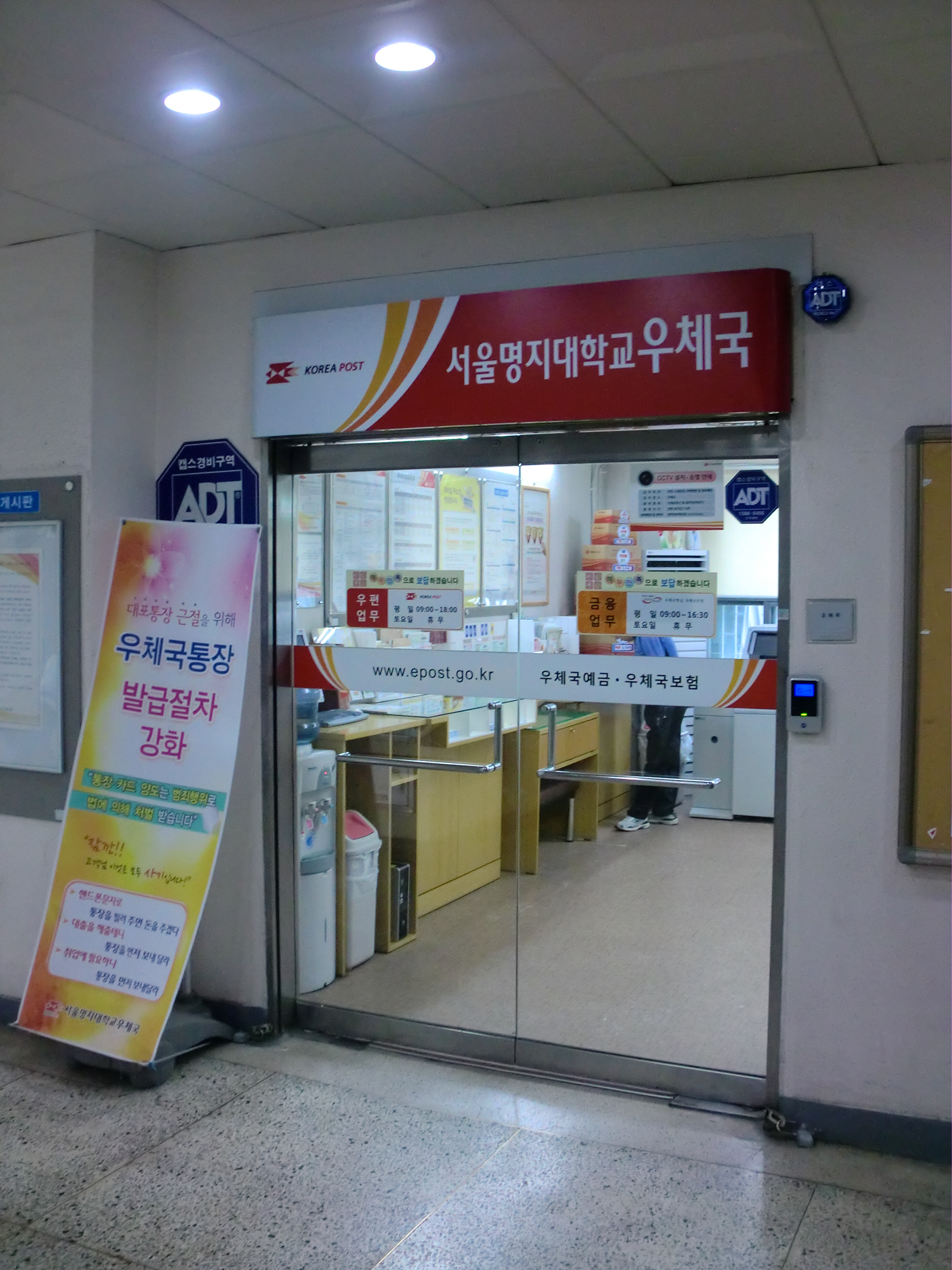
Почтовое отделение университета Мёнджи, Сеул

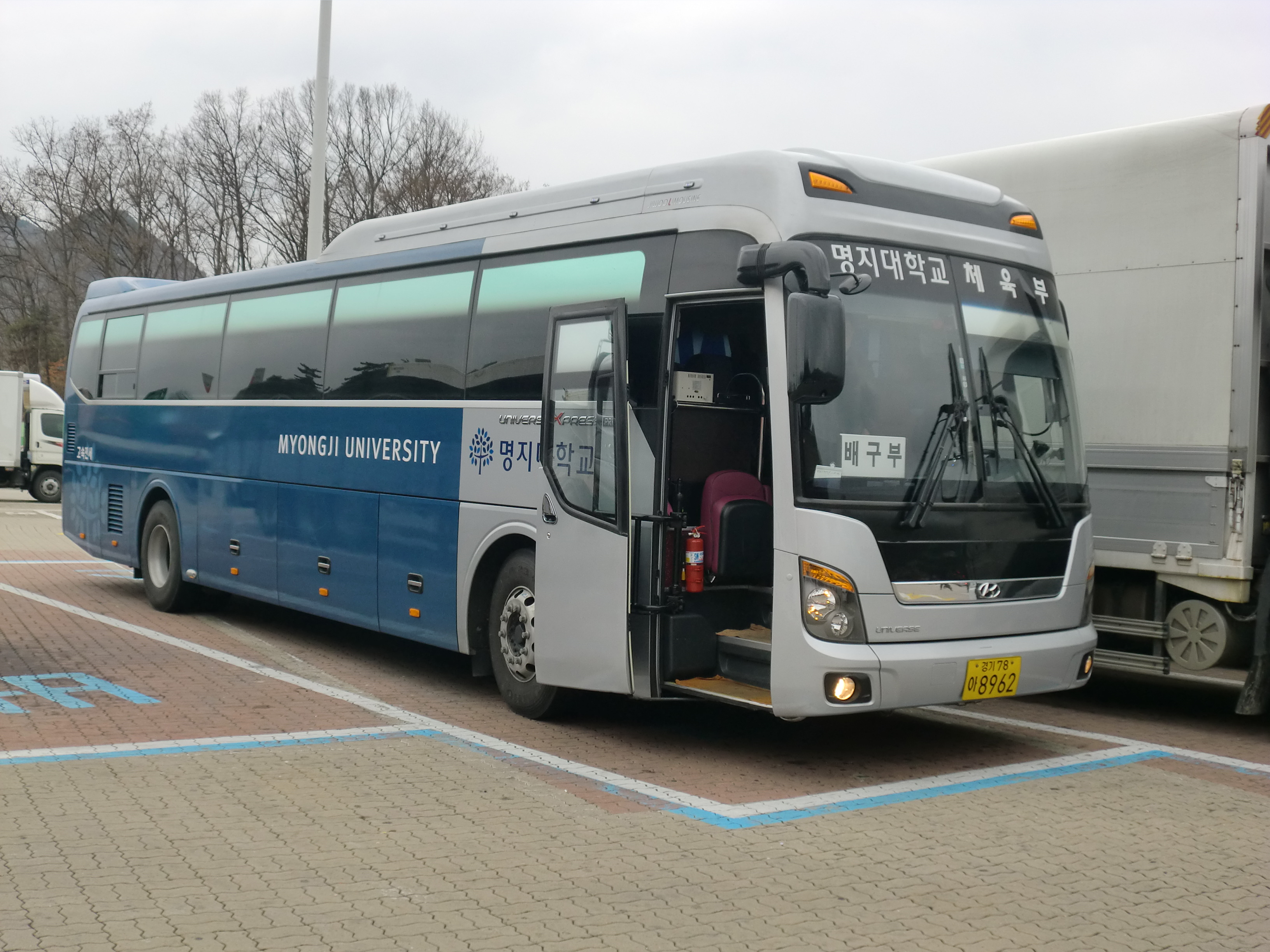
Университетский автобус Мёнджи

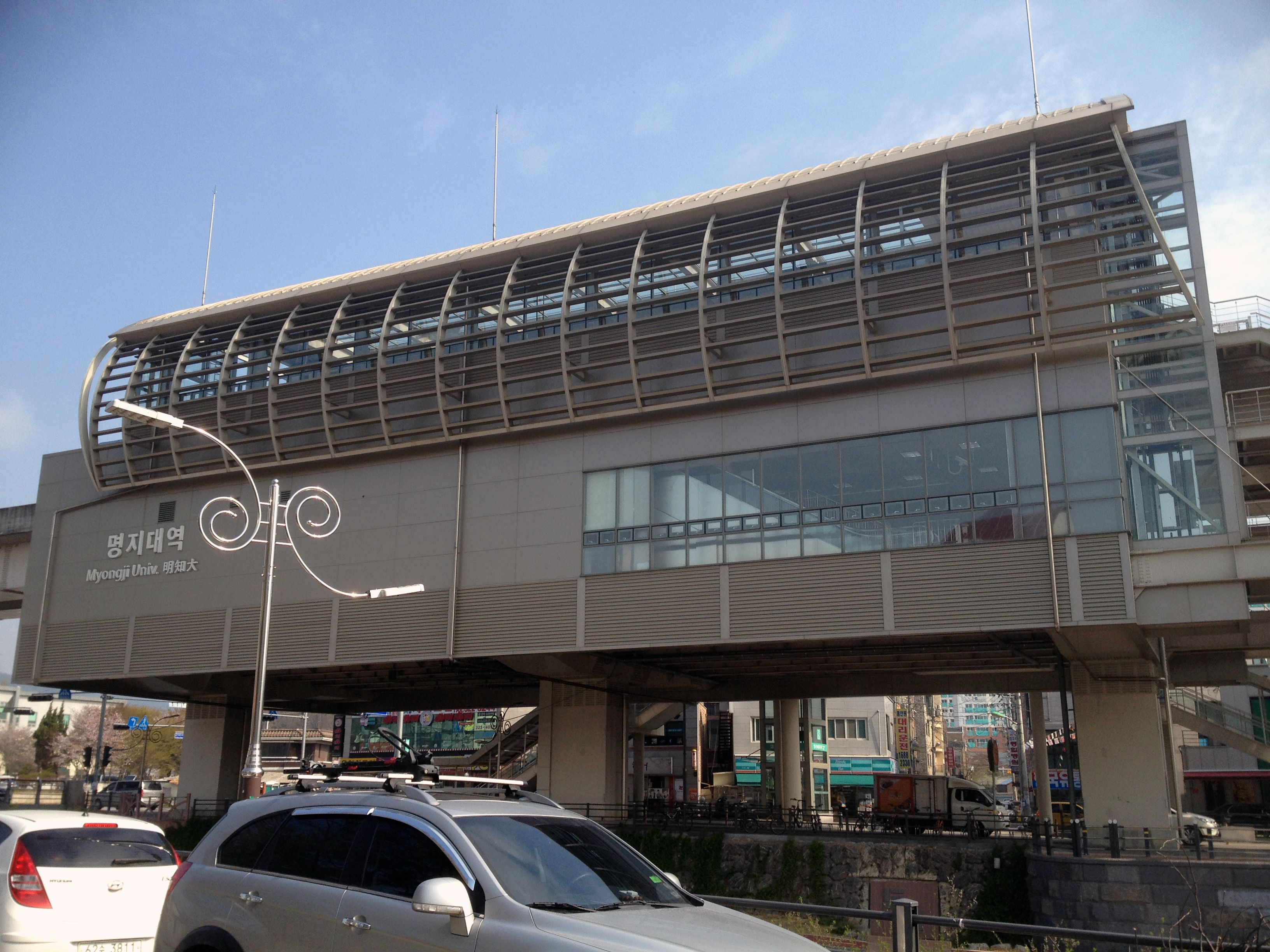
Вокзал университета Мёнджи, Йонъин

- Колледж делового администрирования
  - Бизнес-администрирование
  - Международный бизнес и торговля
  - Недвижимость

- Инженерный колледж
  - Электротехника
  - Гражданская и экологическая инженерия
  - Химическая инженерия
  - Промышленная и управленческая инженерия
  - Компьютерная инженерия
  - Техника связи
  - Машиностроение
  - Экологическая инженерия и биотехнология
  - Электроника
  - Транспортная техника
  - Материаловедение и инженерия

- Колледж естественных наук
  - Математика
  - Отделение биологических наук и биоинформатики
  - Пища и питание
  - Химия
  - Физика

- Колледж искусств и физического воспитания
  - Отделение дизайну
  - Отделение кино и музыки (ранее Отделение культуры и искусств)[9]
  - Студия го
  - Отделение музыки
  - Отделение физического воспитания, спорта и досуга

- Колледж архитектуры
  - Отделение архитектуры
  - Пространственный дизайн

- Бангмокский общеобразовательный колледж
  - Отделение общего образования в кампусе социальных наук
  - Отделение открытых специальностей социальных наук
  - Отделение общего образования естественнонаучного кампуса
  - Отделение открытых специальностей по естественным наукам
  - Департамент подготовки учителей

### Аспирантура
- Колледж права
- Высшая школа педагогики
- Высшая школа архивных наук
- Высшая школа социального образования
- Высшая школа социального обеспечения
- Высшая школа промышленных технологий
- Высшая школа распределения и логистики
- Высшая школа бизнеса и экономики в области информации
- Высшая школа инвестиционной информации

### Международная аспирантура
Программы преподаются на английском языке: 
- Инженерное проектирование и управление (специализация в области электроники и техники связи, машиностроения, экологической инженерии, компьютерной инженерии и программного обеспечения)
- Межкультурные исследования

## Академический профиль

### Приём
Заявки подаются на программы бакалавриата и магистратуры дважды в год. Для осеннего семестра, начинающегося с конца августа, заявки открыты с 1 октября по 30 ноября. На весенний семестр, начинающийся с конца февраля, заявки открыты с 1 апреля по 31 мая.

### Научно-исследовательские лаборатории
Университет Мёнджи поддерживает большое количество исследовательских лабораторий в таких областях, как вычислительная техника, инженерия и биологические науки.